# 奧利弗·芬克
奧利弗·芬克（Oliver Fink，1982年6月6日—）是德國的一位足球運動員。在場上司職中場。他現在效力于德国足球西部地区联赛球隊杜塞尔多夫二隊。